# Deua (geslacht)
Deua is een geslacht van vlinders van de familie spinneruilen (Erebidae), uit de onderfamilie Arctiinae.

## Soorten
- D. imbutana Walker, 1864